# Чон Джон Лін
Чон Джон Лін (кор. 전정린) — південнокорейський бобслеїст,  олімпійський медаліст. 
Срібну олімпійську медаль Чон Джон Лін виборов на Пхьончханській олімпіаді 2018 року на змаганнях на бобах-четвірках.

## Зовнішні посилання
- Досьє на сайті IBSF

## Виноски
1. ↑  Four-man results (PDF). Архів оригіналу (PDF) за 25 лютого 2018. Процитовано 22 березня 2018. [Архівовано 2018-02-25 у Wayback Machine.]